# 戶田站 (山口縣)
戶田站（日语：／ Heta eki */?）是位於山口縣周南市大字夜市字中村，西日本旅客鐵道（JR西日本）山陽本線的車站。
此站為難讀車站名稱之一。曾經是急行停車站。

## 歷史
- 1911年（明治44年）3月1日 - 鐵道院山陽本線福川站至富海站之間新設此站。為旅客、貨運車站。
  - 當時車站地址山口縣都濃郡夜市村（日语：夜市村）字中村。
- 1944年（昭和19年）4月1日 - 隨著德山市（第二次）成立，車站地址是山口縣德山市大字夜市字中村。
- 1962年（昭和37年）9月1日 - 終止貨物起卸業務。
- 1987年（昭和62年）4月1日 - 伴隨國鐵分割民營化，車站由西日本旅客鐵道（JR西日本）營運。
- 2003年（平成15年）4月21日 - 隨著周南市成立，車站地址是現址。
- 2005年（平成17年） - 電影「不可思議的幸福列車（日语：旅の贈りもの 0:00発）」於此站取景（在劇中站名為「玉造溫泉站」）。
- 2018年（平成30年）
  - 7月6日 - 發生2018年7月西日本豪雨使車站暫停服務。
  - 8月1日 - 德山站至新山口站之間重開[1]。

## 車站構造
車站是一座地面車站，設有2面3線混合式月台（單式、島式月台），在各月台之間設有跨線橋連接。曾經設有多一座單座，為3面4線的相對式、島式月台。現時車站大樓對面是4號月台，該月台已經封閉，該月台路軌已經不可連接本線路軌，架空電纜已經撤走。
此站由德山地域鐵道部管理，為無人車站。車站大樓內設有自動售票機。為了區別東北本線（埼京線）戶田站（讀法為），在此站發售乘車票中，會印上「（陽）戶田」。

### 月台
| 月台 | 路線      | 上下行 | 方向                   | 備註                |
| ---- | --------- | ------ | ---------------------- | ------------------- |
| 1、2 | ■山陽本線 | 上行   | 德山、岩國方向         | 部分列車使用2號月台 |
| 3    | ■山陽本線 | 下行   | 防府、新山口、下關方向 |                     |

- 1號月台為單式月台，2、3號月台為島式月台。
- 1號月台是上行本線，2號月台是上行副本線，3號月台是下行本線，2號月台只供上行貨物列車等待通過列車之用。曾經2號月台是上下行共用的中線，在此站前後區間進行維護路軌等原因使暫停服務時，成為折返月台之用。現時該路軌不可連接下行路軌，只有連接上行路軌。

## 使用狀況
以下為近年1日平均乘車人次列表：
| 乘車人次變化 | 乘車人次變化    |
| 年度         | 1日平均乘車人次 |
| ------------ | --------------- |
| 1999         | 490             |
| 2000         | 448             |
| 2001         | 416             |
| 2002         | 418             |
| 2003         | 429             |
| 2004         | 414             |
| 2005         | 403             |
| 2006         | 399             |
| 2007         | 397             |
| 2008         | 411             |
| 2009         | 393             |
| 2010         | 386             |
| 2011         | 395             |
| 2012         | 392             |
| 2013         | 399             |
| 2014         | 352             |
| 2015         | 341             |
| 2016         | 347             |
| 2017         | 343             |
| 2018         | 361             |

## 車站周邊
- 山陽自動車道 德山西交流道
- 國道2號
- 道之驛Sorene周南（日语：道の駅ソレーネ周南）
- 湯野溫泉（日语：湯野温泉）
- 戶田郵局
- 湯野郵局
- 周南市立戸田小學
- 周南市立夜市小學
- 周南市立櫻田中學
- 周南市政廳夜市分所・夜市公民館
- 周南市政廳戶田分所・戶田公民館
- 周南市政廳湯野分所・湯野公民館

## 巴士路線
最接近的巴士站是「戶川站前」。設有以下巴士路線停該站，並由防長交通營運。此巴士站是周南市區的西邊的據點站，因此設有多條路在此站折返。
- 高速巴士
  - 「福岡·防府·周南快車（日语：福岡・防府・周南ライナー）」：下松市政廳－戶田站前－博多巴士總站（日语：博多バスターミナル）
  - 廣島線：廣島巴士中心（日语：広島バスセンター）－戶田站前－山口大學
- 一般巴士路線
  - [快速巴士]：德山站前－市政廳前－川崎－新南陽站通－福川站前－戶田站前－防府站前－山口站－米屋町－縣廳前－湯田溫泉
  - 德山站前－市政廳前－川崎－新南陽站通－福川站前－戶田站前－圓通寺－防府站前
  - [0-1]：戶田站前－（繞道（日语：周南バイパス））－職安前 -〔德高（日语：山口県立徳山高等学校）前－市政廳前－德山站前－市政廳前－德高前〕－動物園（日语：周南市徳山動物園）文化會館（日语：周南市文化会館）入口－周陽町中央醫院入口－（繞道）－末武大通上－東光寺－下松市政廳前－下松站北出口
    - 部分班次不經〔〕的路段。

  - [0-2]：戶田站前－福川站前－新南陽站通－川崎－市政廳前－德山站前（部分班次不途經）－市政廳前－慶萬－商工前－周陽町中央醫院入口－（繞道）－花岡－楠町－東光寺－下松市政廳前－下松站北出口
  - [1-4・6・7]：德山站前－市政廳前－川崎－新南陽站通－福川站前－戶田站前－湯野溫泉（日语：湯野温泉）－柚木河內－上村－島地－堀
  - [1-8]：德山站前－市政廳前－川崎－新南陽站通－福川站前－戶田站前
  - [1-9]：德山站前－市政廳前－德高前－職安前－（繞道）－戶田站前

## 相鄰車站
西日本旅客鐵道
■山陽本線
福川－戶田－富海

## 注腳
1. ↑  . 朝日新聞. 2018-07-08. （原始内容存档于2018-07-16）.
2. ↑  山口縣統計年鑑

## 外部連結
- 戶田｜車站資訊：JR出門網 - 西日本旅客鐵道